# مم و زین

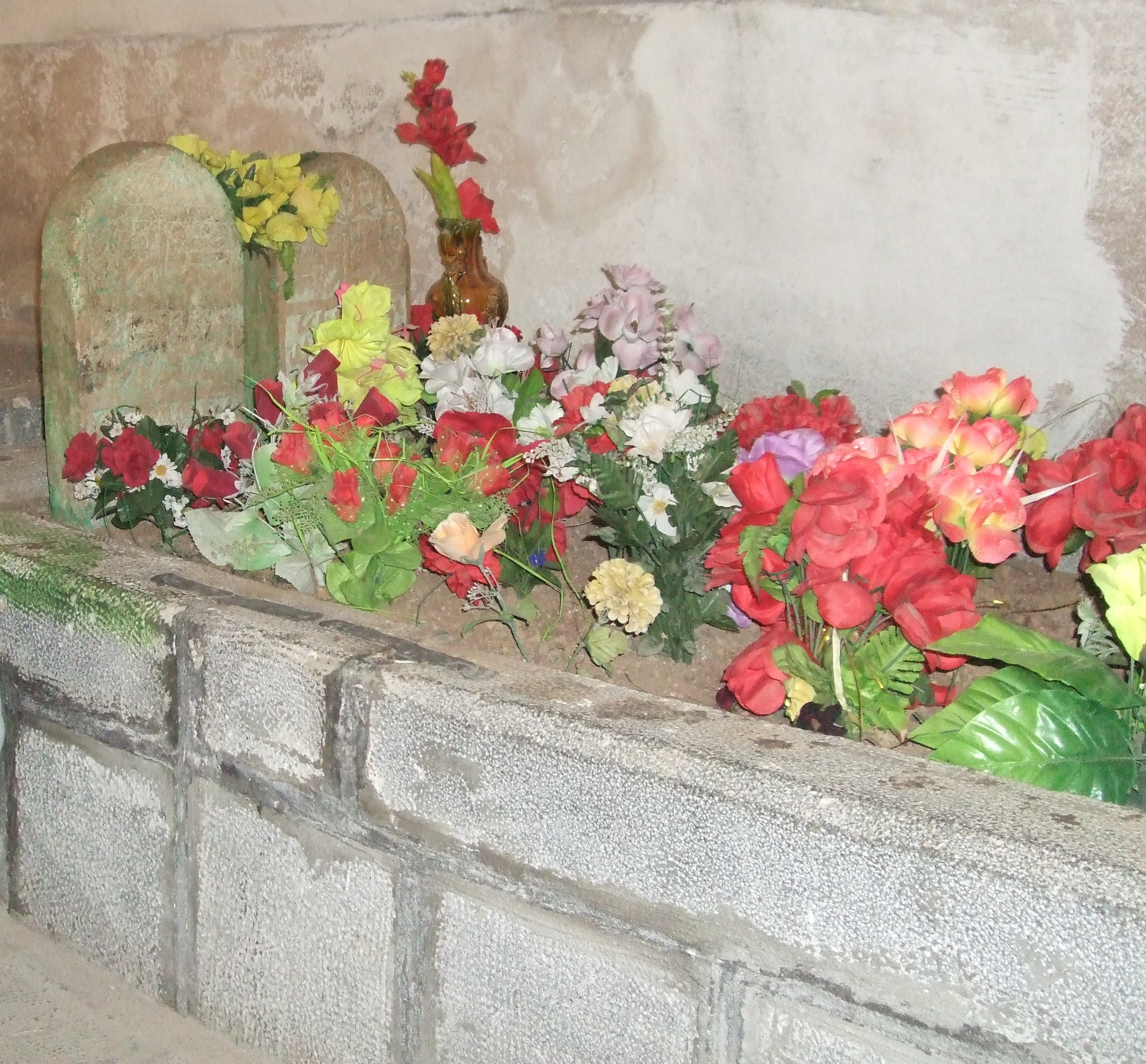
مدفن مم و زین در جزیره

مَم و زین (به کردی: مه‌م و زین) یک داستان منظوم عاشقانهٔ کردی است که در مناطق مختلف کردستان به گویش‌های گوناگون زبان کردی روایت شده‌است. مم و زین داستان مهر پرشور دو دلدار به نام‌های مم و زین است. این دو عاشق در پایان داستان در ناکامی جان می‌سپارند. صحنه این داستان در سرزمین جزیره در شمال بین‌النهرین (شمال عراق و جنوب ترکیهٔ امروزی) و در قلمروی امیر سرزمین بوتان است.
احمد خانی (۱۷۰۷ -۱۶۵۱) اولین ادیب کُرد بود که مم و زین را مکتوب کرد. وی درسدهٔ ۱۷ میلادی (اولین انتشار در سال ۱۶۹۲ میلادی) این منظومه را به کرمانجی شمالی نوشته‌است. با این وجود نسخه‌های دیگری از این منظومهٔ عاشقانه به گورانی میانی نیز به دست آمده که تصحیح و چاپ شده‌است.

## داستان
مم و زین داستان دو عاشق است که در روز نوروز دیدار می‌کنند و عاشق هم می‌شوند. بکر که یکی از اهالی دربار است، در کار عاشقان فتنه‌انگیزی می‌کند و میر را علیه آن‌ها تحریک می‌کند. به این ترتیب مَم به زندان می‌افتد و در زندان می‌میرد. نکته‌ای که این کار ادبی را از برخی منظومه‌های عاشقانه جدا می‌سازد، تغییرِ معشوقِ ه خداوند یکتا است (همانند عشق زلیخا به یوسف، هرچند که این دو به هم رسیدند).

## اهمیت مم و زین
برخی مم و زین را منظومهٔ ملی کردها دانسته‌اند. از آنجا که احمد خانی در این کتاب لزوم وجود دولتی برای کردها را مطرح می‌کند. مم و زین علاوه بر بعد داستانی و ناسیونالیستی، اهمیت عرفانی نیز دارد؛ زیرا خانی مکرراً اشاراتی به درون‌مایهٔ عرفانی کار خود می‌کند و در انتهای داستان مم را به مقام فنا فی الله می‌رساند.

## در سینما و تئاتر
در سال ۱۹۹۲ فیلمی دربارهٔ مم و زین و به همین نام از سوی امید ایلچی در ترکیه ساخته شد.
نمایشنامه‌ای به نام «انقلاب عشق: تراژدی مم و زین» توسط کمال میرعودالی به کرمانجی میانی نوشته شده‌است که در مارس ۲۰۱۲ در سلیمانیه به چاپ رسیده‌است.
در سال 2021 تیم انیمیشن سازی خط تولید انیمیشن سینمایی سه بعدی مم و زین بر اساس منابع ها و روایت های مستند موجود  را به کارگردانی: فردین زارعی  _ کارگردان هنری: دلیر ملکی
در سنندج (سنه) مرکز استان کردستان ایران جهت معرفی  این اثر فاخر ادبی کوردی به جشنواره های بین المللی آغاز کرده است .. 

## ترجمه
نخستین ترجمهٔ مم و زین در سال ۱۸۹۰ توسط اوژن پریم و آلبرت سوسن به زبان آلمانی صورت گرفت. سپس در سال ۱۹۳۰ ترجمهٔ دیگری لوکوک انجام شد. هوگو ماکس در سال ۱۹۲۶ ورژه لسکو در سال ۱۹۴۰ این اثر را به فرانسوی ترجمه کردند. اوسکار مان نیز در سال ۱۹۰۹ ترجمهٔ دیگری به زبان آلمانی از آن ارائه دادکه موفق به دریافت نشان ادبی برای ترجمه رومان شد. ترجمه‌ای به انگلیسی نیز توسط صلاح سعدالله صورت گرفته که در سال ۲۰۰۸ به چاپ رسیده‌است. همچنین فریاد فاضل عمر مم و زین را به زبان آلمانی ترجمه کرده و همچنین ترجمهٔ دیگری را نیز با همراهی میچ کهن شاعر آمریکایی به زبان انگلیسی انجام داده‌است. مارگارت رودینکو روسی نیز مم و زین را در سال ۱۹۶۲ به زبان روسی ترجمه کرده‌است.
محمد امین بوزارسلان تصحیحی از مم و زین را به همراه ترجمهٔ آن به ترکی استانبولی به انجام رساند که تاریخ چاپ دوم آن در استانبول سال ۱۹۷۵ را نشان می‌دهد. ترجمه‌ای از مم و زین به ترکی آذربایجانی در سال ۱۹۷۶ توسط شامیل عسکروف در باکو به چاپ رسید. ترجمهٔ دیگری به زبان آلمانی در سال ۱۹۶۱ توسط جمال نبز صورت گرفت که خلاصه‌ای از مم و زین را شامل می‌شد. ملا احمد الزونگی در سال ۱۹۵۹ شرح و تفسیری مفصل از مم و زین را به زبان عربی در قامشلی در کردستان سوریه به چاپ رساند. ترجمهٔ دیگری به زبان عربی نیز توسط عزالدین مصطفی رسول در سال ۲۰۰۰ در سلیمانیه به چاپ رسید.
کمال میرعودلی ترجمهٔ کاملی از مم و زین را به کرمانجی میانی به همراه پژوهشی دربارهٔ این اثر را در سال ۲۰۰۷ در سلیمانیه به چاپ رساند. عبدالرحمن شرفکندی (هژار) مم و زین را به کرمانجی میانی ترجمه کرده‌است. ترجمه و دست نوشته مم و زین دکتر علی رخزادی 1996 سنندج . عبدالخالق رحمانی نیز منظومهٔ مم و زین احمدخانی را به فارسی ترجمه کرده که توسط انتشارات بیریار در سقز منتشر شده‌است.

## نسخهٔ گورانی مم و زین
اگرچه مم و زین با روایت احمد خانی و به گویش کرمانجی شمالی شهرت پیدا کرده و به نام وی شناخته می‌شود، اما نسخه‌های دیگری نیز از این منظومه وجود دارد که به گویش گورانی سروده شده‌است. نامق هورامی تصحیحی از مم و زین گورانی را که بر اساس دو نسخهٔ خطی صورت گرفته به همراه پژوهشی تطبیقی در مقایسهٔ این نسخه‌ها با مم و زین احمد خانی در سال ۲۰۲۰ در کردستان عراق به چاپ رساند. علاوه بر این جمهور اولمز و شهاب ولی نیز تصحیح دیگری را از نسخهٔ گورانی مم و زین به انجام رسانده‌اند که در سال ۲۰۲۰ توسط انتشارات نوبهار در کردستان ترکیه به چاپ رسید.